# 克拉斯諾博爾斯克區
61°33′N 45°56′E / 61.550°N 45.933°E
克拉斯諾博爾斯克區（俄语：Красноборский район），是俄羅斯的一個區，位於該國西北部，由阿爾漢格爾斯克州負責管轄，始建於1924年4月10日，面積9,500平方公里，2010年人口13,815，人口密度每平方公里1.45人。